# Adán Cristián Tebesio
Adán Cristián Tebesio, en alemán: Adam Christian Thebesius (12 de enero de 1686 – 10 de noviembre de 1732) fue un anatomista y científico alemán, natural de Sandenwalde, Silesia.
Estudió medicina en Jena, Leipzig y Leiden, y se doctoró en la Universidad de Leiden en 1708. Durante el año siguiente, abrió una consulta médica en Hirschberg y, a partir de 1715, se desempeñó como Stadtphysikus (médico municipal) en Hirschberg, así como consultor médico en el cercano balneario de Warmbrunn.
Tebesio es conocido por sus estudios de la circulación coronaria. En su tesis de posgrado de 1708, De circulo sangunis in corde (Sobre la circulación de la sangre en el corazón), describió los diminutos afluentes venosos cardíacos que drenan directamente en las cámaras cardíacas. Estas venas ahora se conocen como "venas de Tebesio" o venae cordis minimae, y la vía de drenaje se conoce como el "sistema de Tebesio". Otras dos estructuras anatómicas que contienen su nombre son:
- Agujeros de Tebesio: También conocida como foramina venarum minimarum o agujeros de Vieussens en honor a Raymond Vieussens (1635-1715). Estas estructuras son los orificios de desembocadura de las venas de Tebesio.
- Válvula de Tebesio: la válvula del seno coronario.